# Das Veilchen
Das Veilchen ist ein 1774 von Johann Wolfgang von Goethe verfasstes Gedicht, das erstmals 1775 als Teil des Singspiels Erwin und Elmire in der literarischen Zeitschrift Iris. Vierteljahresschrift für Frauenzimmer veröffentlicht wurde.

## Vertonungen
Bereits der ersten Veröffentlichung wurde eine Vertonung der Liedeinlagen von Johann André beigegeben. Johann Friedrich Reichardt vertont es 1783 erneut; eine weitere Vertonung von Wolfgang Amadeus Mozart entstand 1785 (KV 476). Daneben gibt es eine Reihe weiterer Vertonungen, die weitgehend in Vergessenheit geraten sind, unter anderem von Josef Anton Steffan, Johann André, Daniel Friedrich Eduard Wilsing, Anna Amalia von Braunschweig-Wolfenbüttel und Clara Schumann.

## Inhalt
Das Gedicht beschreibt ein Veilchen, welches sich beim Herannahen einer Schäferin wünscht, von dieser gepflückt zu werden. Diese nimmt das unscheinbare Blümchen aber nicht wahr und tritt darauf; das Veilchen freut sich dennoch darüber, dass es durch die Schäferin zu Tode kommt. Hans Kuhn bezeichnete das Gedicht als „masochistisches Gegenstück“ zu Goethes „Heidenröslein“.

## Text
Ein Veilchen auf der Wiese stand,

gebückt in sich und unbekannt;

es war ein herzigs Veilchen.

Da kam ein' junge Schäferin

mit leichtem Schritt und munterm Sinn

daher, daher,

die Wiese her und sang.

Ach! denkt das Veilchen, wär' ich nur

die schönste Blume der Natur,

ach, nur ein kleines Weilchen,

bis mich das Liebchen abgepflückt

und an dem Busen matt gedrückt,

ach, nur, ach nur

ein Viertelstündchen lang!

Ach, aber ach! Das Mädchen kam

und nicht in acht das Veilchen nahm,

ertrat das arme Veilchen.

Es sank und starb, und freut' sich noch:

und sterb' ich denn, so sterb' ich doch

durch sie, durch sie,

zu ihren Füßen doch!